# سلسلة جبال وسط إيران
سلسلة جبال وسط إيران أو السلسلة الإيرانية الوسطى هي سلسلة جبلية تتكون من الصخور النارية والفتاتية (الخارجية والداخلية). تقع سلسلة الجبال الإيرانية الوسطى شرق جبال زاغروس، وتمتد في اتجاه الشمال الغربي والجنوب الشرقي من جبل سهند في أذربيجان في الشمال الغربي إلى جبل بازمان [الإنجليزية] في بلوشستان في الجزء الجنوبي الشرقي من إيران. تشكلت هذه المجموعة بشكل رئيس خلال المرحلة البركانية والجبلية في العصر الثلاثي وخاصة في العصر البركاني والبلوتوني في العصر الإيوسيني. تشمل سلسلة الجبال الإيرانية الوسطى البركانية جبالًا شهيرة مثل سهند في محافظة أذربيجان الشرقية، وجبل كركس في جبال كركاس [الإنجليزية] وجبل مرشنان [الإنجليزية] في محافظة أصفهان، وجبل بارز [الإنجليزية] وجبل هزار وجبل للهزار [الإنجليزية] في محافظة كرمان ، وجبل بازمان [الإنجليزية] في محافظة سيستان وبلوشستان في إيران.